# Albrecht von Wallenstein
Albrecht Wenzel Eusebius von Wallenstein (Hermanice, 24. rujna 1583. – Eger, 25. veljače 1634.), češki vojskovođa i političar, najpoznatiji kao jedan od generala Katoličke lige u vojsci cara Ferdinanda II. tijekom tridesetogodišnjeg rata. Bio je nositelj mnogih plemićkih naslova a pod njegovim zapovjedništvom proslavilo se i hrvatsko konjaništvo. Ubijen je s odobrenjem cara pod sumnjom za izdaju.

## Životopis

### Mladost
Albrecht von Wallenstein rođen je 24. rujna 1583., na Hermanitzu u češkoj plemićkoj obitelji. Odgojen u protestantskoj sredini, prešao je na katoličanstvo te je od 1604. u službi Habsburgovaca. Brak s bogatom udovicom 1609. donio mu je vlasništvo nad velikim zemljišnim posjedima u Moravskoj.

### Veleposjednik
Godine 1618., kada su se češki protestantski plemići pobunili protiv cara Ferdinanda II., čime izbija tridesetogodišnji rat, Wallenstein je ostao vjeran Habsburgovcima. Iako nije sudjelovao u odlučnoj pobjedi carske vojske kod Praga 1620., rasprodaja imovine oduzete pobunjenicima mu je omogućila da kupi ogromne posjede u Reichenbergu i Friedlandu. Do 1622. bio je jedan od najvećih zemljoposjednika u kraljevstvu, a sam Ferdinand II. mu je 1624. dodijelio naslov vojvode od Friedlanda. Wallensteinov drugi brak, 1623., s Isabellom von Harrach, doveo ga je u krug carevih najužih suradnika.
Wallensteinovo nevjerojatno brzo stjecanje golemog bogatstva i utjecaja proizlazi iz njegove sposobnosti da shvati svaku moguću prednost iz političkog sustava koji ovisi o plaćenićkoj vojsci. Od početka je organizirao svoje posjede da stvori osnove za regrutiranje te stvaranje prateće vojne industrije za opremanje svojih postrojbi, čije je usluge nudio uz veliku zaradu. No, njegovi talenti kao zapovjednika na bojištu su bili osrednji.

### Vojskovođa
Wallenstein je imenovan carskim zapovjednikom sa zadatkom borbe protiv sjedinjenih danskih i snaga njemačkih protestanata 1625. godine. Njegove prve kampanje su bile razočaravajuće unatoč nevjerojatnoj brzini kojom je okupio i opremio vojsku. 1627., s većim snagama na raspolaganju, očistio je Šleziju i sjevernu Njemačku od Danaca. 1629. car Ferdinand je mogao nametnuti mir u Njemačkoj. Wallenstein je kao cijenu za svoje usluge uključio plaćanje svojih dugova, velike nove zemljišne potpore, kao i vojvodstvo Mecklenburg, što mu je donijelo i naslov princa.
Precjenivši sigurnost svojih položaja u Njemačkoj, Ferdinand II. je 1630. na Regensburškom saboru izbornih knezova oduzeo Wallensteinu vrhovno zapovjedništvo. Međutim, Ferdinandov Edikt o restituciji je isprovocirao švedskog kralja Gustava II. Adolfa da se uključi u rat. Švedska invazija iste godine poništila je sve ranije uspjehe vojske Katoličke lige, i Ferdinand II. je ponovno morao zatražiti Wallensteinove usluge. Wallenstein je tada caru postavio iznimno visoke uvjete svog povratka na čelo vojske.
U proljeće 1632. Wallenstein uspjeva protjerati Sase iz Češke i napreduje u borbama protiv švedske vojske. Prisilio je Gustava II. Adolfa da se povuče iz Bavarske. Dana 16. studenog 1632. švedska vojska se sukobila s Wallensteinovim snagama kod Lützena. Katolička vojska je izgubila bitku, ali je Gustav II. Adolf u bitci smrtno ranjen. Tijekom zime Wallenstein se povlači u Češku.
U pripremama za nadolazeću kampanju 1633., Wallenstein je pokazao nespremnost za napad na neprijatelja što je izazvalo mnogo zabrinutosti u Beču i Španjolskoj. Wallenstein je zapravo započeo pripreme za napuštanje cara; bio je bijesan na Ferdinanda koji je odbio opozvati Edikt o restituciji. Tada je Wallenstein započeo tajne pregovore sa Saskom, Brandenburgom, Švedskom, i Francuskom. Neprijatelji Habsburgovaca su ga pokušavali privući na njihovu stranu. Želeći pokazati svoju moć, Wallenstein je nastavio ofenzivu protiv Šveđana i Sasa, te zadobio svoju posljednju pobjedu na Steinau na Odri u listopadu. Tada je nastavio s pregovorima. 

### Smrt
U prosincu Wallenstein je odmarao svoju vojsku u Češkoj, oko Plzeňa. Beč se uskoro definitivno uvjerio u njegovu izdaju, tajni sud proglasio ga je krivim, a car je tražio sredstvo kojim bi ga se oslobodio. Wallenstein je bio svjestan plana da ga se zamijeni, ali je bio uvjeren da će se njegova vojska između odanosti caru i njemu odlučiti u njegovu korist.
Dana 24. siječnja 1634. car je potpisao tajnu odluku (pokazanu samo nekima od Wallensteinovih časnika) kojom mu oduzima zapovjedništvo. Izgubivši potporu svoje vojske, Wallenstein je shvatio razmjere opasnosti, te 23. veljače sa stotinjak ljudi otišao iz Plzeňa za Cheb, nadajući se da će se susresti sa Šveđanima pod vojvodom Bernhardom. No nakon njegova dolaska u Cheb, neki škotski i irski časnici u njegovoj službi su ga ubili u noći 25. veljače.

## U popularnoj kulturi
- Njemački književnik Friedrich Schiller je 1800. napisao dramsku trilogiju o Wallensteinu, koju je nazvao njegovim imenom, Wallenstein.
- Wallenstein je značajan lik u književnom serijalu 1632, autora Erica Flinta. Nakon što neobičnim meteorološkim fenomenom suvremeni gradić Grantville iz Zapadne Virginije iz 2000. godine bude prebačen u Njemačku usred Tridesetogodišnjeg rata, čitava povijest se promijeni. Zahvaljujući savezu Amerikanaca sa Šveđanima, Wallenstein bude poražen u bitci kod Alte Veste (koju je u izvornoj povijesti Wallenstein dobio) te ozbiljno ranjen. Nakon što iz ukradenih američkih povijesnih knjiga sazna da ga je u izvornoj povijesti car Ferdinand dao ubiti, Wallenstein i sam staje na stranu Amerikanaca, vodi uspješnu pobunu protiv austrijske vlasti u Bohemiji, te se okruni za njenog kralja.